# Тюкалинск
Тюкали́нск — шестой по численности населения город в Омской области, административный центр Тюкалинского района и его Тюкалинского городского поселения.
Население — 9732 чел. (2023).

## География

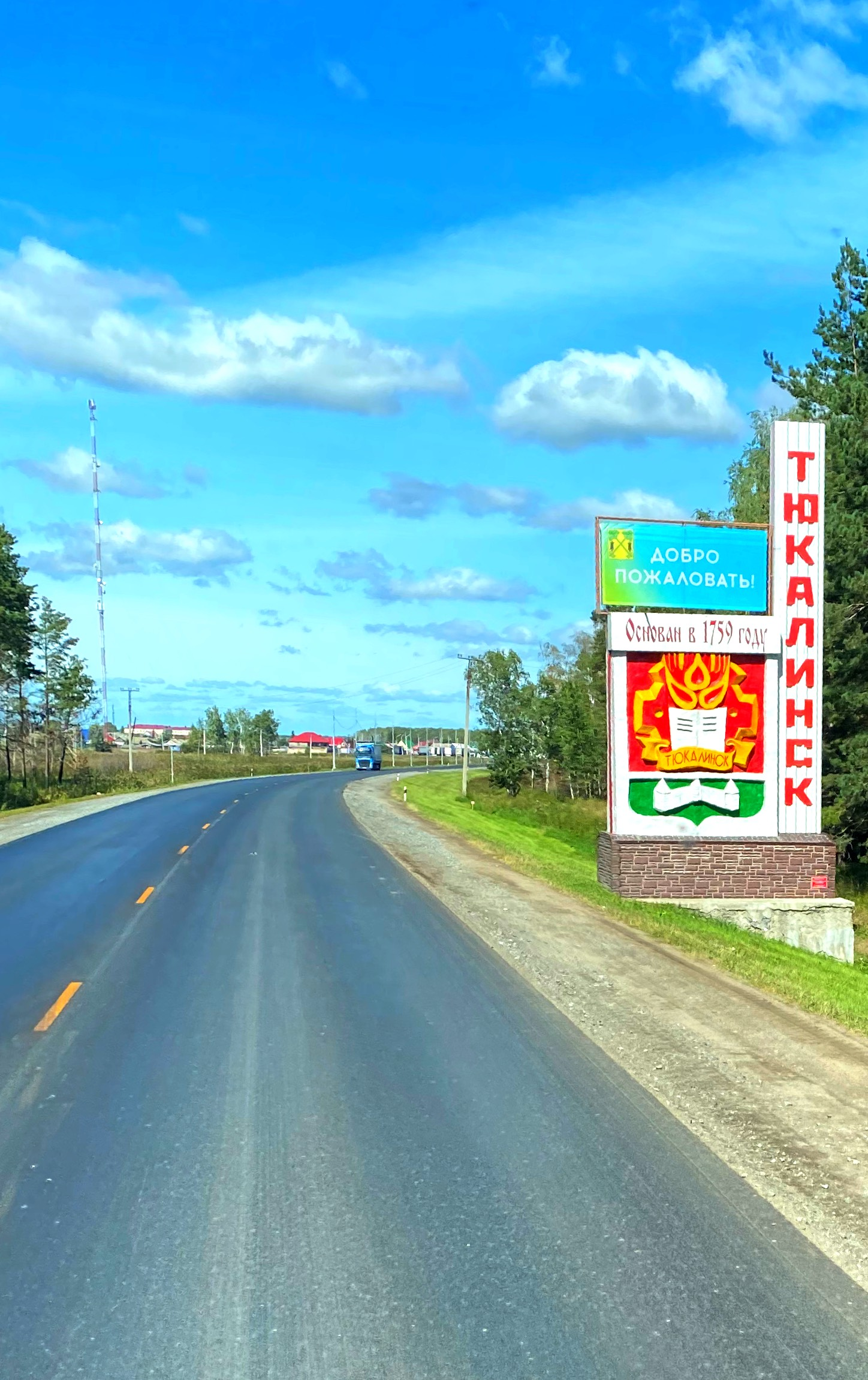
Стела при въезде в Тюкалинск

Город расположен на востоке Ишимской равнины на реке Тюкалка (Тюкала), в 124 км к северо-западу от Омска, в 79 км к северо-востоку от железнодорожной станции Называевская на линии Тюмень — Омск.

## История
Поселение на Сибирском тракте было основано в 1763 году под названием Тюкалинская слобода (когда Сибирский тракт был проложен на юге от Тары) — ямская слобода Тюкала. Наиболее вероятная версия происхождения наименования — от названия реки Тюкала, через которую пролегал тракт. В переводе с древнетюркского слово «tükal» означает «полный, совершенный».
Разросшаяся слобода в 1823 году получила статус заштатного города.
В 1838 году оставлен за штатом.
26 ноября 1876 года становится окружным городом Тюкалинского округа Тобольской губернии.
В конце XIX века в Тюкалинске числилось около 700 жилых домов, имелись 2 церкви, приходское и двухклассное училища. Жители занимались земледелием и скотоводством. На ярмарках шла оживлённая торговля хлебом, мясом, рыбой, кожами, пушниной, крупным рогатым скотом, лошадьми. В начале XX века в Тюкалинске действовали 27 фабрик и заводов, в том числе маслодельные. В 1903 в Тюкалинске была открыта контора по экспорту сливочного масла за границу (в Германию, Англию, Швецию). Трактовое положение Тюкалинска определило многие из особенностей социокультурного облика города. Наличие тюрьмы, воинских команд, чиновников, большой людской поток шедший через город. В конце XIX, начале XX веков в Тюкалинске строится много зданий административного, торгового, промышленного и бытового назначения. К 1914 году в Тюкалинске насчитывалось 28 предприятий. После проведения Транссибирской железной дороги Московско-Сибирский тракт, а вместе с ним и Тюкалинск утратили своё торговое значение.
27 марта 1930 года здесь началось издание районной газеты.

## Городское поселение
Статус и границы городского поселения установлены Законом Омской области от 30 июля 2004 года № 548-ОЗ «О границах и статусе муниципальных образований Омской области».

## Герб
Первые попытки создания герба были в 1867 году, когда был представлен проект герба, в описании которого, было сказано:
В золотом щите 2 накрест положенные вырванные сосны, сопровождаемые по бокам 2 чёрными лисьими шкурами. В вольной части герб Тобольской губернии. Щит увенчан серебряной башенной короной о трёх зубцах и окружён золотыми колосьями, соединёнными Александровской лентой.
Впрочем, этот герб утверждён не был, и город долгое время оставался без герба.
Официально первый герб города появился в конце Первой мировой войны и относился к новому типу гербов без изображения губернского центра на щите. Он унаследовал черты герба Омского уезда, вместо которого в своё время и был образован Тюкалинский уезд. В описании герба было сказано: «В зелёном поле серебряный киргизский могильный памятник».

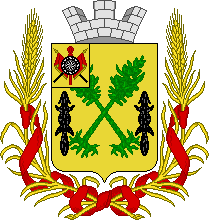
Неутверждённый герб. 1867
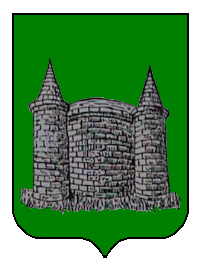
Утверждённый герб. Вариант 1916-1917
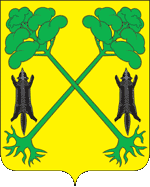
Современный герб. 2008

## Население
| 1856    | 1897    | 1913    | 1926    | 1931    | 1939    | 1959    | 1970    | 1979    | 1989    | 1992    |
| ------- | ------- | ------- | ------- | ------- | ------- | ------- | ------- | ------- | ------- | ------- |
| 1500    | ↗4018   | ↗8200   | ↘4200   | ↗4400   | ↗6600   | ↗10 197 | ↗10 385 | ↗11 480 | ↗12 191 | ↗12 400 |
| 1996    | 1998    | 2000    | 2001    | 2002    | 2003    | 2005    | 2006    | 2007    | 2008    | 2009    |
| ↗12 500 | ↗12 600 | →12 600 | ↘12 300 | ↘12 007 | ↘12 000 | ↗12 100 | →12 100 | →12 100 | ↗12 135 | ↘12 106 |
| 2010    | 2011    | 2012    | 2013    | 2014    | 2015    | 2016    | 2017    | 2018    | 2019    | 2020    |
| ↘11 275 | ↘11 240 | ↘11 203 | ↘10 906 | ↘10 695 | ↘10 546 | ↘10 491 | ↘10 326 | ↘10 311 | ↘10 231 | ↗10 253 |
| 2021    | 2023    |         |         |         |         |         |         |         |         |         |
| ↘9894   | ↘9732   |         |         |         |         |         |         |         |         |         |

На 1 января 2025 года по численности населения город находился на 924-м месте из 1124 городов Российской Федерации.

## Известные уроженцы
- Георгий Бубнов — советский физик-радиотехник, доктор технических наук, профессор, лауреат Государственной премии СССР
- Ольга Голубева-Терес — советский военный штурман, участник Великой Отечественной войны, журналист, член Союза журналистов СССР, почетный гражданин Саратовской области
- Евгений Забелин — русский поэт, прозаик, фельетонист
- Сергей Ковалёв — советский и российский экономико-географ, доктор географических наук, профессор
- Борис Новосельцев — российский государственный деятель, администратор высшего образования, заместитель Министра транспорта РФ (1999-2004), ректор Московской государственной академии водного транспорта (2007-2010), заслуженный работник транспорта РФ
- Людмила Травкина — советская и российская вокалистка, народная артистка РФ, ведущая солистка Северского музыкального театра, почетный гражданин Северска
- Наталья Шевелёва — советский и российский юрист, доктор юридических наук, профессор, заведующая кафедрой административного и финансового права Санкт-Петербургского государственного университета

## Экономика
- Маслосыродельный комбинат
- Лесхоз
- Производство «Сапропели»
- ООО «Радость»
- СППК«Тюкалинский хлеб»

### Радиостанции
- 102,0 FM — Радио Сингл (ООО «Вещатель»)
- 106,4 FM — Радио Шансон (АО «ГТРК „Омск“»)

### Цифровое телевидение
- Первый канал
- Россия 1
- Россия 2
- НТВ
- Пятый канал
- Россия К
- Россия 24
- Карусель
- ОТР
- ТВЦ